# Oflag VI A
Oflag VI A was tijdens de Tweede Wereldoorlog een Offizierslager, een krijgsgevangenenkamp voor officieren in de stad Soest in Westfalen, Duitsland.

## Geschiedenis
Het kamp werd vanaf 1938 in het kader van de Duitse herbewapening gebouwd als infanteriekazerne, maar kreeg nog voor de voltooiing, op 15 november 1939 een nieuwe rol als krijgsgevangenenkamp voor Poolse soldaten die bij de Duitse inval gevangen waren genomen, onder de naam Stalag VI E. Het nummer VI geeft aan in welke Wehrkreis het lag. Het gehele Duitse rijk was verdeeld in deze Wehrkreise en elk kamp had het nummer van de Kreis waarin het lag. Na de Slag om Frankrijk veranderde de rol van "gewoon" krijgsgevangenenkamp naar die van officierskamp; op 31 juli werden er zo'n 1500 Franse officieren vastgehouden. De door hen ingerichte kapel bestaat nog steeds en is als oorlogsmonument te bezichtigen.
Het kamp werd ook gebruikt voor het gevangenhouden van Nederlandse officieren en cadetten die weigerden om de erewoordverklaring te tekenen. In het kamp waren op dat moment al zo'n 1500 Belgische officieren gehuisvest. Er zijn een aantal ontsnappinspogingen bekend uit het kamp; in oktober 1940 ontsnapte de luitenant-ter-zee Hans Larive, die tot aan de Zwitserse grens kwam.
Het kamp (met op dat ogenblik zo'n 5000 ingezetenen) werd op 6 april 1945 door de geallieerden bevrijd.

## Na de bevrijding
Het kamp is door de geallieerden hernoemd tot Camp Vantelot. Het werd gedurende de rest van 1945 gebruikt als Displaced persons-kamp (kamp voor ontheemden), een kamp voor mensen van alle nationaliteiten die terugkeerden uit de concentratiekampen en andere personen die als gevolg van de naweeën van de oorlog gedwongen werden een andere woonplaats te vinden. Vanaf 1946 werd het complex gebruikt als "O-Lager"; een kamp voor het opvangen van Duitsers die voorheen in het Oosten woonden. Het kamp behield deze functie tot 1951.

## Gebruik door deBelgische Strijdkrachten in Duitsland

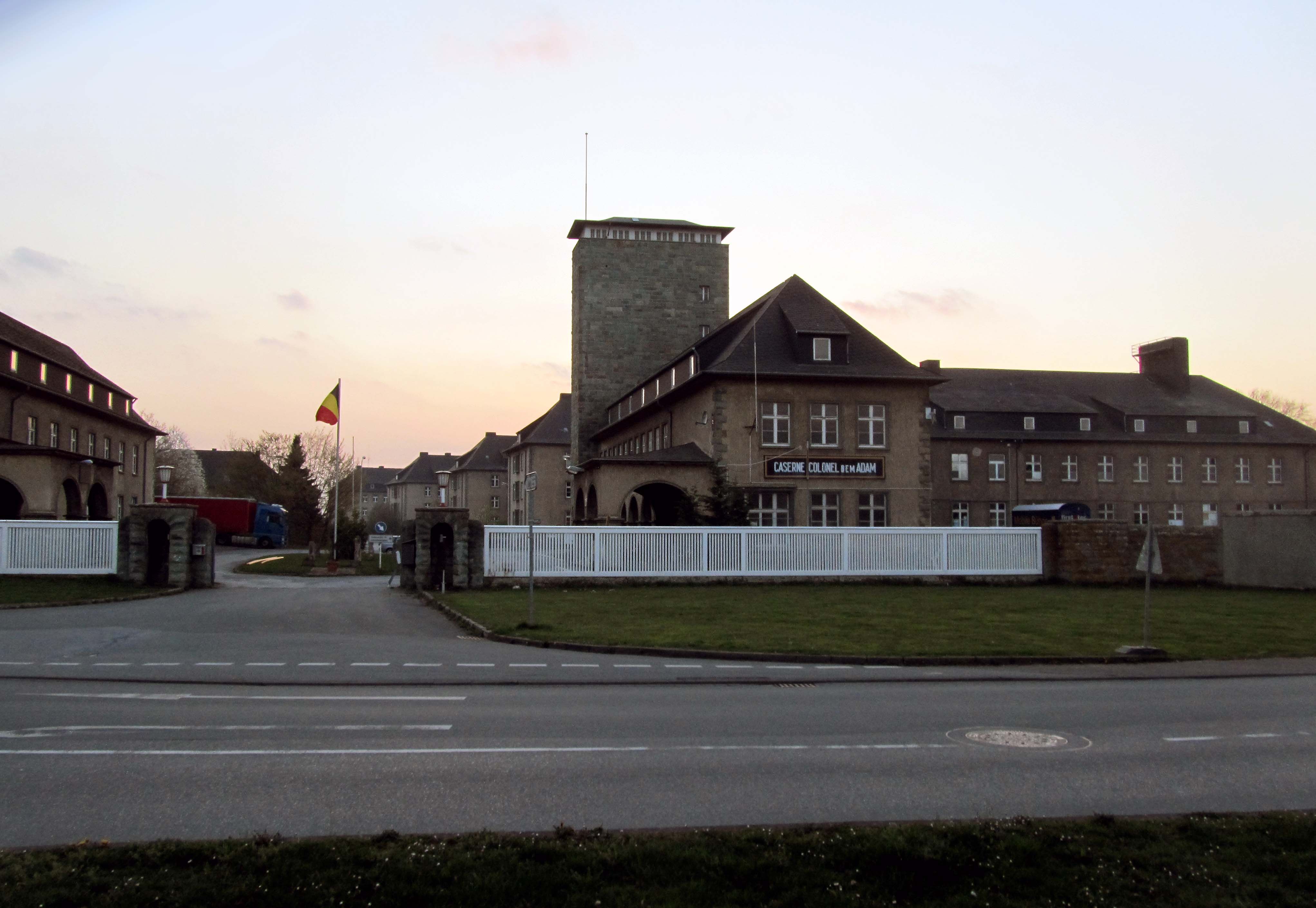

In 1951 werd het vluchtelingenkamp ontruimd en in gebruik gegeven aan het Belgische leger, die het complex gebruikte onder de naam Colonel BEM Adam-kazerne. De naam komt van kolonel SBH Armand Arthur Gabriel Adam, de hoogste in rang onder de Belgische krijgsgevangenen. De kazerne heeft veel Belgische krijgsmachtonderdelen gehuisvest:
- Hoofdkwartier van de 4e Pantserinfanteriebrigade
- 9 Linie-bataljon
- 4 Cie Rav Tpt
- 73 A
- 2 Cie MP
- 1 Cie Amb
- 4 Cie ATk
- 4 Cie Med
- 5 Cie Tav Tpt (16 Div)

In de stad Soest was ook een militair hospitaal gevestigd. Het Belgische garnizoen vertrok, na de hereniging van Duitsland, in 1994.

## Het complex vandaag
Sedert 1997 wordt het voormalige kamp en kazerne gebruikt voor kunstzinnige initiatieven, onder de naam Kunstlerhaus Bem Adam. Daarnaast bevindt er zich op het terrein het Museum van de Belgische Strijdkrachten in Duitsland.